# Niels Alexander von Wendt Rahbek
Niels Alexander von Wendt Rahbek (født 5. juni 1916 i Eltang Sogn, død 7. oktober 1944 i København) var lærer og modstandsmand, søn af lægen Jens Christian Rahbek (født 1883 i Danmark, ukendt dødsår) og Margit Ludovica von Wendt (født 1889 i Finland, død 1965 i København).
Niels Alexander von Wendt Rahbek blev dimitteret fra Blaagaard Seminarium i 1941. Han blev gruppeleder i modstandsgruppen Holger Danske, og han blev dræbt under en sabotageaktion imod radiofabrikken Always Radiofabrik på Amerikavej på Vesterbro i København. Aktionen var vanskelig, da fabrikken var stærkt bevogtet af Sommerkorpset. Da gruppen måtte trække sig tilbage, forsøgte Niels Rahbek at dække sine kammeraters tilbagetog, og under dette blev han ramt af et skud og døde formentlig på stedet. Efter befrielsen blev hans lig fundet i Ryvangen i Hellerup, hvor han blev bisat.
Mindeplader: Abildhøjskolen -Præstø, Blaagaards Seminarium, Kapelvejens Skole (Kapelvej 44, Kbh), Stenhus Kostskole.